# Ofir Haim
Ofir Haim (* 21. April 1975) ist ein ehemaliger israelischer Fußballspieler, der mittlerweile als Trainer tätig ist. In der Spielzeit 2003/04 wurde er Torschützenkönig der Ligat ha’Al.

## Sportlicher Werdegang
Haim begann seine Karriere Mitte der 1990er Jahre bei Hapoel Ironi Rischon LeZion, später spielte er bei Maccabi Herzlia, Maccabi Jaffa, Maccabi Tel Aviv, Hapoel Be’er Scheva, Maccabi Netanja, Hapoel Ramat Gan und Hapoel Marmorek, wo er 2012 seine aktive Laufbahn beendete. 2004 spielte er kurzzeitig in der Türkei, sein Aufenthalt bei İstanbulspor in der Süper Lig war jedoch nicht von Erfolg gekrönt und nach einem Tor in sechs Spielen kehrte er in die Ligat ha’Al zurück. Größte Erfolge neben dem Torschützenkönigstitel gleichauf mit Shay Holtzman mit 16 Toren 2004 waren der Torschützenkönigstitel in der drittklassigen Liga Artzit 1998 mit 26 Saisontoren und der Gewinn des Israelischen Ligapokals 1999 mit Maccabi Tel Aviv.
Ab 2012 war Haim als Trainer tätig. Über Hapoel Marmorek, Maccabi Jaffa kehrte er 2014 zu Hapoel Tel Aviv zurück, wo er als Nachwuchs- und später Assistenztrainer arbeitete. Es folgten Engagements bei Maccabi Sha'arayim und Hapoel Afula in der zweitklassigen Liga Leumit, ehe er im November 2018 Kobi Refua als Cheftrainer bei Hapoel Tel Aviv beerbte. Bereits im Januar 2019 folgte jedoch die erneute Trennung und anschließend übernahm er Hapoel Kfar Saba. Im Sommer 2021 wechselte er zur Israel Football Association, wo er die Verantwortung für die U-19-Auswahlmannschaft übernahm. Die Mannschaft führte er durch die Qualifikation zur U-19-Europameisterschaft 2022, die damit zum zweiten Mal in der Geschichte des Wettbewerbs teilnahm. In der Gruppenphase erreichte der Außenseiter hinter England als Gruppenzweiter das Halbfinale, in dem Frankreich besiegt wurde. Das Endspiel gegen England ging erst nach Verlängerung verloren. Dennoch qualifizierte sich die Mannschaft damit für die U-20-Weltmeisterschaft 2023.
| Personendaten    | Personendaten                            |
| ---------------- | ---------------------------------------- |
| NAME             | Haim, Ofir                               |
| KURZBESCHREIBUNG | israelischer Fußballspieler und -trainer |
| GEBURTSDATUM     | 21. April 1975                           |